# Innes National Park
Innes National Park är en park i Australien. Den ligger i delstaten South Australia, omkring 160 kilometer väster om delstatshuvudstaden Adelaide. Arean är 92 kvadratkilometer.
Trakten är glest befolkad. Närmaste större samhälle är Marion Bay, omkring 12 kilometer öster om Innes National Park. 
I omgivningarna runt Innes National Park växer huvudsakligen savannskog. Genomsnittlig årsnederbörd är 772 millimeter. Den regnigaste månaden är juni, med i genomsnitt 139 mm nederbörd, och den torraste är januari, med 22 mm nederbörd.